# High Heels
High Heels es el primer álbum japonés y sexto en general de la banda femenina surcoreana CLC.

## Antecedentes y promoción
El 4 de marzo, Cube Entertainment anunció que CLC hará su debut en Japón el 13 de abril, comenzando con su promoción en el extranjero. El miniálbum incluye las versiones japonesas de canciones previamente lanzadas, «Pepe», «Curious», «First Love» y su sencillo promocional «High Heels». El álbum también incluye una portada exclusiva de la canción de Kylie Minogue, «I Should Be So Lucky». El grupo celebró su primer escaparate japonés con sólo seis miembros sin la miembro Eunbin (exconcursante Produce 101) ya que se informó que no participaría en las promociones japonesas del grupo.

## Ediciones
El miniálbum está disponible en dos ediciones diferentes, incluyendo: Tipo A (CD) y Tipo B (CD+DVD).

## Lista de canciones
| Type A CD |                               |          |  |
| N.º       | Título                        | Duración |  |
| 1.        | «First Love» (ファーストラブ) |          |  |
| 2.        | «Pepe»                        | 3:18     |  |
| 3.        | «Curious» (クングメ)          | 3:45     |  |
| 4.        | «I Should Be So Lucky»        | 3:32     |  |
| 5.        | «High Heels»                  | 3:25     |  |
| 17:41     |                               |          |  |

| High Heels |                                                |          |  |
| N.º        | Título                                         | Duración |  |
| 1.         | «First Love» (ファーストラブ)                  |          |  |
| 2.         | «Pepe»                                         | 3:18     |  |
| 3.         | «Curious» (クングメ)                           | 3:45     |  |
| 4.         | «I Should Be So Lucky»                         | 3:32     |  |
| 5.         | «High Heels»                                   | 3:25     |  |
| 6.         | «Pepe» (Vídeo musical; Versión coreana)        |          |  |
| 9.         | «High Heels» (Vídeo musical; Versión japonesa) | 3:47     |  |